# Het vogeljaar (boek)

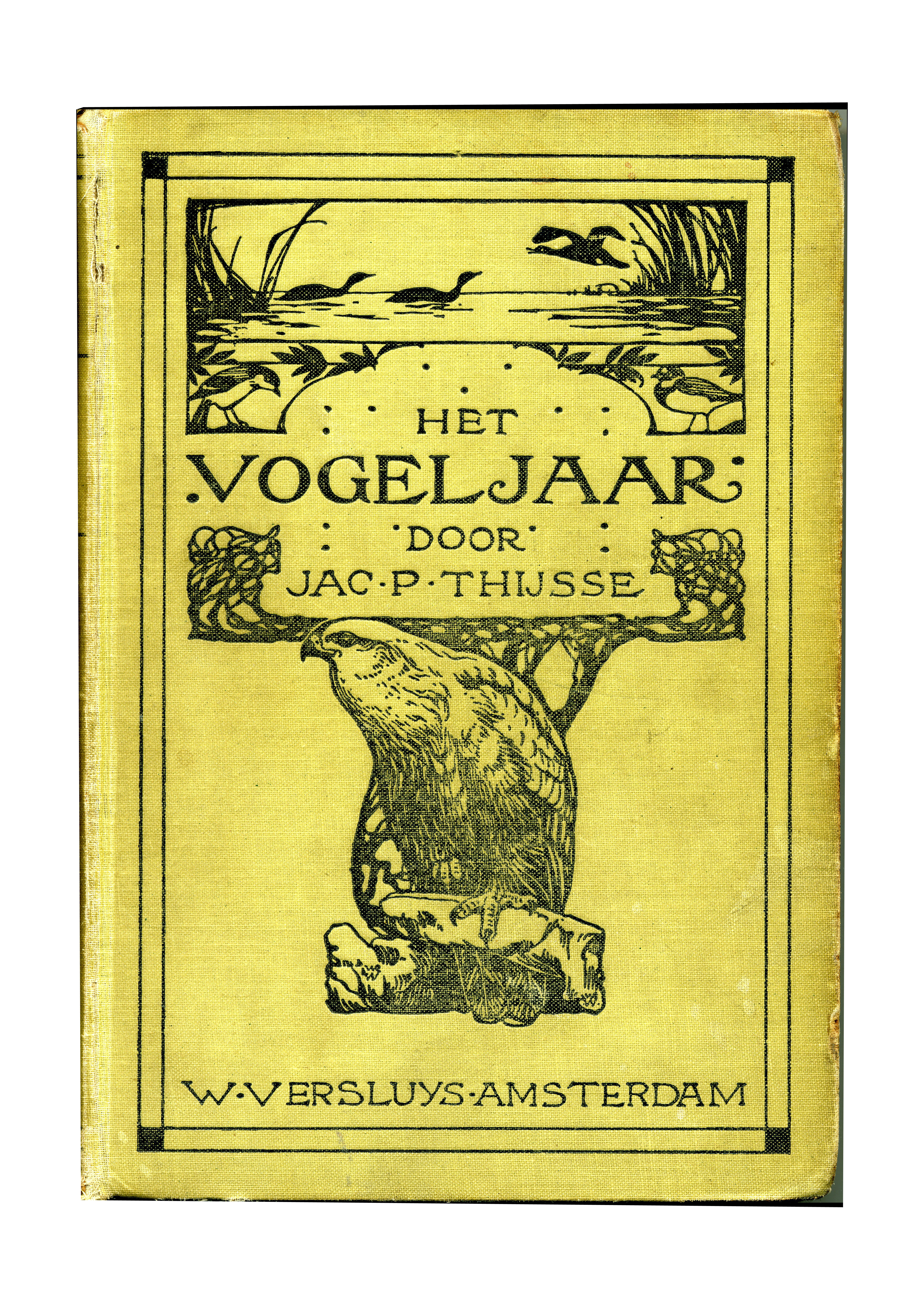
Het Vogeljaar, 2e druk uit 1913

Het Vogeljaar is een van de bekendste boeken van Jac. P. Thijsse (1865 - 1945), onderwijzer / leraar, natuurbeschermer en schrijver over de natuur. Dit boek, waarvan de eerste druk verscheen in 1903, kan beschouwd worden als het eerste populaire boek over inheemse vogels dat in de Nederlandse taal is verschenen.

Anders dan de bekende “Verkade-albums” die later van Thijsse's hand zouden verschijnen ging het niet om een plakplaatjes-boek.

## Inhoud
Thijsse verklaart in het voorwoord (december 1903) bij de eerste druk (1904):
“Ik heb dit boek geschreven, om u in de gelegenheid te stellen in den loop van het jaar de voornaamste Nederlandsche vogels te leeren kennen en onderscheiden en al naar den graad van uw sympathie en belangstelling hun heerlijk bestaan mee te leven. ”
Hij begint met de vogels die – voor de gemiddelde burger in die tijd – het meest bij de hand waren: “de musschen”. Daarna bespreekt hij “de meezen”, de boomkruiper, goudhaantjes, winterkoning, boomklever, roodborst, heggenmus, kraaien, spreeuwen, spechten, lijsters, vinken. Allemaal  vogels die in een stadspark te vinden zijn. Overigens bespreekt hij in het voorbijgaan ook minder algemene soorten: bijvoorbeeld de groene en zwarte specht.

Vanzelfsprekend komen ook de weidevogels, de zangvogels, de meeuwen, de uilen etc. allemaal aan bod.

Het boek eindigt met enkele hoofdstukken over zeldzame vogels, over het Naardermeer, over de jacht en de vogeltrek.
Het laatste hoofdstuk heet “Het Vogeljaar”. Daarin wordt beschreven welke vogelwaarnemingen men door het jaar heen kan doen. Het hoofdstuk begint in januari. Het is dan nog volop winter, maar het voorjaar komt eraan. Sommige kokmeeuwen krijgen al een zwarte kopband, de roeken inspecteren de oude nesten in hun kolonies. Als het februari wordt kunnen we de eerste zanglijsters horen zingen op mooie dagen. Aan het eind van de maand ook de merel, “al vaster en reiner, eerst ’s morgens vroeg, dan ook in ’t avonduur.”  In maart wordt het eerste kievitsei geraapt. En als het april wordt kunnen we de fitis horen. “De laatste week in april is in de regel de heerlijkste tijd van het jaar, de echte tijd van jeugd en overmoed. Kleurenpracht, vormenrijkdom, jubelzang, de weelde van de zomer, nog vrij van ontzenuwende zorgen en vermoeienis, nog doordrongen van de reine, krachtige geest van de winter. Alles even helder fris, jolig en krachtig, het jonge blad nog nauwelijks ontplooid, een zee van bloemen, maar nog meer knoppen, vogels zingend bij het nest, maar ook nog kampend om het wijfje of vrolijk onderweg naar streken, waar nu pas de gesmolten sneeuw in ijskoude beken van de bergen stort. Alles nieuw en vol heerlijke beloften.”.

Dan “komen langzamerhand de meivogels aanzetten.” De hele rietzanger-familie, de spotvogel, de grauwe vliegenvanger, de wielewaal en de nachtzwaluw. “De appelbomen raken uitgebloeid, het koren schiet in zijn aren. Het hoogtepunt is nu bereikt en in de vier weken, die nu nog volgen, zingt en speelt, paart, nestelt en broedt alles, wat nu in Nederland vleugels heeft.”
Het wordt zomer. Aan het eind van juni verzwakt het vogelgezang. In juli is het de tijd om op te letten op jonge vogels, al dan niet in het gezelschap van de ouders. En de rui begint. De eerste trekvogels verschijnen alweer.

“En dan komen werkelijk een paar weken van betrekkelijke leegte en stilte, de meest vogelarme tijd van het jaar, de laatste dagen van de grote vakantie. De oude koekoeken zijn verdwenen en ook de wielewalen, gierzwaluwen, ooievaars, het merendeel van de karekieten en rietzangers en bijna alle jonge trekvogels die hier in ’t land zijn uitgebroed.”.  In september kunnen we weer trekvogels horen zingen. En die trek gaat ’s nachts gewoon door.  De grootste drukte valt eind oktober. In november en december kunnen we pestvogels verwachten, en beginnen roodborstjes en winterkoninkjes alweer flink te zingen. Er zijn veel roofvogels te zien. “Iedere verscherping van het winterweer brengt nieuwe gasten naar onze gastvrije stranden en tegen Kerstmis is ons lieve landje weer zo vol met merkwaardige vogels, dat je haast niet naar ’t voorjaar verlangen zou. Maar er is in ’t verlopen jaar nog zoveel onafgedaan gebleven, dat we de gelegenheid om opnieuw te beginnen, toch eigenlijk reikhalzend tegemoet zien.”
Zo eindigt Het Vogeljaar -  voor vele generaties “vogelaars” al meer dan honderd jaar een belangrijke bron van inspiratie.
De teksten zijn historisch; zo beschrijft Thijsse de ooievaar nog als een (algemene) schadelijke vogel waarvoor een vergoeding betaald wordt mits de rode poten worden ingeleverd. Ook schrijft hij dat de lijstervangst gepleegd wordt door "goedige lieden" die graag buiten zijn en de lijstervangst nu eenmaal een ontspannende bezigheid vinden. Langs de zuiderzee, waar je af en toe de fluit van een locomotief of schip hoort, zie je strandlopers op de oever.

## Andere vogelboeken van Thijsse
Andere populaire boeken over vogels van de hand van Jac. P. Thijsse zouden na 1903 volgen:
- Het intieme leven der vogels (1906)
- Het vogelboekje (1912)
- Vogelzang (oorspr. 1938, uitgegeven 1965)

Lange tijd waren dit de enige Nederlandstalige boeken die vogelliefhebbers ter beschikking stonden. Nog steeds zijn ze het lezen waard, al was het alleen maar om kennis te maken met de bijzondere stijl van schrijven die Jac. P. Thijsse had, en waarvan hierboven enkele voorbeelden zijn gegeven.

## Verschenen drukken
Het Vogeljaar heeft in de loop der jaren verschillende herdrukken beleefd:
- 1e druk: 1903
- 2e druk: 1913
- 3e druk: 1923
- 4e druk: 1938
- 5e druk: 1942
- 6e druk: 1969
- 7e druk: …

Het uiterlijk van het boek (maar ook de inhoud) is in deze jaren behoorlijk veranderd!
Het Vogeljaar verscheen aanvankelijk in de vorm van twaalf maandelijkse afleveringen. Deze werden eind 1904 - door uitgeverij W. Versluys uit Amsterdam - gebundeld tot een stevig boek, voorzien van een groot aantal tekeningen, foto's van Adolphe Burdet en veertien litho's van de hand van Jan Gerard Keulemans en Jan van Oort. In deze eerste druk worden 36 vogelsoorten besproken.
De tweede druk behandelt 42 soorten en heeft een kleiner formaat, met veertien kleurenplaten van Van Oort en zwart-witfoto's en telt 560 pagina's. De derde druk is bijna gelijk aan de tweede.
De vierde druk wordt uitgegeven door uitgeverij Schoonderbeek uit Laren en verschijnt in twee delen, met in totaal meer dan zeshonderd bladzijden. 
Vanaf de vijfde druk is het formaat handzamer. De zesde druk heeft een geheel nieuwe uitvoering, met kleurenlitho’s van Theo van Hoytema (“de Thijsse met tekenstift en penseel”) en kleurenafbeeldingen van aquarellen van Rein Stuurman en J. G. Keulemans. Daarnaast veel zwart-witfoto's. Deze druk bevat de oorspronkelijke tekst uit 1904.
De zevende druk is vrijwel gelijk aan de zesde.

## Tijdschrift Het Vogeljaar
Het Vogeljaar is ook de naam van een tweemaandelijks tijdschrift voor vogelstudie en vogelbescherming, dat sinds 1953 verschijnt: zie Het Vogeljaar (tijdschrift).